# Золотой глобус (премия, 2021)
78-я церемония вручения наград премии «Золотой глобус» за заслуги в области кинематографа и телевидения за 2020 год и начала 2021 года состоялась 28 февраля 2021 года в отеле Беверли-Хилтон (Беверли-Хиллз, Лос-Анджелес, Калифорния) и в Рэйнбоу-рум в Рокфеллеровском центре (Нью-Йорк, штат Нью-Йорк). Номинанты были объявлены 3 февраля 2021 года. Церемония транслировалась в прямом эфире на канале NBC. Её ведущими в четвёртый раз выступили Тина Фей и Эми Полер, находившиеся в Нью-Йорке и Лос-Анджелесе соответственно. Номинанты произносили речи и получали награды в режиме видеосвязи, не присутствуя физически в местах проведения церемонии.

## Список лауреатов и номинантов
• Лауреаты выделены отдельным цветом. 

### Игровое кино
Количество наград/номинаций:
- 2/4: «Земля кочевников»
- 2/3: «Борат 2»
- 2/2: «Душа»
- 1/5: «Суд над чикагской семёркой»
- 1/2: «Иуда и чёрный мессия», «Ма Рейни: Мать блюза», «Вся жизнь впереди», «Мавританец», «Соединённые Штаты против Билли Холидей»
- 1/1: «Минари», «Аферистка»
- 0/6: «Манк»
- 0/4: «Отец», «Девушка, подающая надежды»
- 0/3: «Одна ночь в Майами»
- 0/2: «Гамильтон», «Мьюзик», «Новости со всего света», «Зависнуть в Палм-Спрингс», «Выпускной»

| Категории                             | Лауреаты и номинанты                                                                                    | Лауреаты и номинанты                   |
| ------------------------------------- | --- | -------------------------------------- |
| Лучший фильм — драма                  | • Земля кочевников / Nomadland                                                                          | • Земля кочевников / Nomadland         |
| Лучший фильм — драма                  | • Отец / The Father                                                                                     |                                        |
| Лучший фильм — драма                  | • Манк / Mank                                                                                           |                                        |
| Лучший фильм — драма                  | • Девушка, подающая надежды / Promising Young Woman                                                     |                                        |
| Лучший фильм — драма                  | • Суд над чикагской семёркой / The Trial of the Chicago 7                                               |                                        |
| Лучший фильм — комедия или мюзикл     | • Борат 2 / Borat Subsequent Moviefilm                                                                  | • Борат 2 / Borat Subsequent Moviefilm |
| Лучший фильм — комедия или мюзикл     | • Гамильтон / Hamilton                                                                                  |                                        |
| Лучший фильм — комедия или мюзикл     | • Мьюзик / Music                                                                                        |                                        |
| Лучший фильм — комедия или мюзикл     | • Зависнуть в Палм-Спрингс / Palm Springs                                                               |                                        |
| Лучший фильм — комедия или мюзикл     | • Выпускной / The Prom                                                                                  |                                        |
| Лучший актёр в драматическом фильме   | • Чедвик Боузман — «Ма Рейни: Мать блюза» (за роль Леви Грина)                                          |                                        |
| Лучший актёр в драматическом фильме   | • Риз Ахмед — «Звук металла» (за роль Рубена Стоуна)                                                    |                                        |
| Лучший актёр в драматическом фильме   | • Энтони Хопкинс — «Отец» (за роль Энтони)                                                              |                                        |
| Лучший актёр в драматическом фильме   | • Гэри Олдмен — «Манк» (за роль Хермана Дж. Манкевича)                                                  |                                        |
| Лучший актёр в драматическом фильме   | • Тахар Рахим — «Мавританец» (за роль Мохаммеда Ульд Слахи)                                             |                                        |
| Лучшая актриса в драматическом фильме | • Андра Дей — «Соединённые Штаты против Билли Холидей» (за роль Билли Холидей)                          |                                        |
| Лучшая актриса в драматическом фильме | • Виола Дэвис — «Ма Рейни: Мать блюза» (за роль Ма Рейни)                                               |                                        |
| Лучшая актриса в драматическом фильме | • Ванесса Кирби — «Фрагменты женщины» (за роль Марты Вайсс)                                             |                                        |
| Лучшая актриса в драматическом фильме | • Фрэнсис Макдорманд — «Земля кочевников» (за роль Ферн)                                                |                                        |
| Лучшая актриса в драматическом фильме | • Кэри Маллиган — «Девушка, подающая надежды» (за роль Кассандры «Кэсси» Томас)                         |                                        |
| Лучший актёр в комедии или мюзикле    | • Саша Барон Коэн — «Борат 2» (за роль Бората Сагдиева)                                                 |                                        |
| Лучший актёр в комедии или мюзикле    | • Джеймс Корден — «Выпускной» (за роль Барри Гликмана)                                                  |                                        |
| Лучший актёр в комедии или мюзикле    | • Лин-Мануэль Миранда — «Гамильтон» (за роль Александра Гамильтона)                                     |                                        |
| Лучший актёр в комедии или мюзикле    | • Дев Патель — «История Дэвида Копперфилда» (за роль Дэвида Копперфилда)                                |                                        |
| Лучший актёр в комедии или мюзикле    | • Энди Сэмберг — «Зависнуть в Палм-Спрингс» (за роль Найлза)                                            |                                        |
| Лучшая актриса в комедии или мюзикле  | • Розамунд Пайк — «Аферистка» (за роль Марлы Грэйсон)                                                   |                                        |
| Лучшая актриса в комедии или мюзикле  | • Мария Бакалова — «Борат 2» (за роль Тутар Сагдиевой)                                                  |                                        |
| Лучшая актриса в комедии или мюзикле  | • Кейт Хадсон — «Мьюзик» (за роль Казу Гэмбл)                                                           |                                        |
| Лучшая актриса в комедии или мюзикле  | • Мишель Пфайффер — «Уйти не прощаясь» (за роль Фрэнсис Прайс)                                          |                                        |
| Лучшая актриса в комедии или мюзикле  | • Аня Тейлор-Джой — «Эмма» (за роль Эммы Вудхаус)                                                       |                                        |
| Лучший актёр второго плана            | • Дэниел Калуя — «Иуда и чёрный мессия» (за роль Фреда Хэмптона)                                        |                                        |
| Лучший актёр второго плана            | • Саша Барон Коэн — «Суд над чикагской семёркой» (за роль Эбби Хоффмана)                                |                                        |
| Лучший актёр второго плана            | • Джаред Лето — «Дьявол в деталях» (за роль Альберта Спармы)                                            |                                        |
| Лучший актёр второго плана            | • Билл Мюррей — «Последняя капля» (за роль Феликса Кина)                                                |                                        |
| Лучший актёр второго плана            | • Лесли Одом-мл. — «Одна ночь в Майами» (за роль Сэма Кука)                                             |                                        |
| Лучшая актриса второго плана          | • Джоди Фостер — «Мавританец» (за роль Нэнси Холландер)                                                 |                                        |
| Лучшая актриса второго плана          | • Гленн Клоуз — «Элегия Хиллбилли» (за роль Бонни «Мамы» Вэнс)                                          |                                        |
| Лучшая актриса второго плана          | • Оливия Колман — «Отец» (за роль Энн)                                                                  |                                        |
| Лучшая актриса второго плана          | • Аманда Сейфрид — «Манк» (за роль Мэрион Дэвис)                                                        |                                        |
| Лучшая актриса второго плана          | • Хелена Ценгель — «Новости со всего света» (за роль Джоанны Леонбергер)                                |                                        |
| Лучшая режиссура                      | • Хлоя Чжао — «Земля кочевников»                                                                        |                                        |
| Лучшая режиссура                      | • Эмиральд Феннел — «Девушка, подающая надежды»                                                         |                                        |
| Лучшая режиссура                      | • Дэвид Финчер — «Манк»                                                                                 |                                        |
| Лучшая режиссура                      | • Реджина Кинг — «Одна ночь в Майами»                                                                   |                                        |
| Лучшая режиссура                      | • Аарон Соркин — «Суд над чикагской семёркой»                                                           |                                        |
| Лучший сценарий                       | • Аарон Соркин — «Суд над чикагской семёркой»                                                           |                                        |
| Лучший сценарий                       | • Эмиральд Феннел — «Девушка, подающая надежды»                                                         |                                        |
| Лучший сценарий                       | • Джек Финчер — «Манк»                                                                                  |                                        |
| Лучший сценарий                       | • Флориан Зеллер и Кристофер Хэмптон — «Отец»                                                           |                                        |
| Лучший сценарий                       | • Хлоя Чжао — «Земля кочевников»                                                                        |                                        |
| Лучшая музыка к фильму                | • Трент Резнор, Аттикус Росс и Джон Батист — «Душа»                                                     |                                        |
| Лучшая музыка к фильму                | • Трент Резнор и Аттикус Росс — «Манк»                                                                  |                                        |
| Лучшая музыка к фильму                | • Джеймс Ньютон Ховард — «Новости со всего света»                                                       |                                        |
| Лучшая музыка к фильму                | • Александр Деспла — «Полночное небо»                                                                   |                                        |
| Лучшая музыка к фильму                | • Людвиг Йоранссон — «Довод»                                                                            |                                        |
| Лучшая песня                          | • Io sì (Seen) — «Вся жизнь впереди» — музыка и слова: Никколо Альярди, Лаура Паузини и Дайан Уоррен    |                                        |
| Лучшая песня                          | • Fight for You — «Иуда и чёрный мессия» — музыка и слова: D’Mile, H.E.R. и Тиара Томас                 |                                        |
| Лучшая песня                          | • Hear My Voice — «Суд над чикагской семёркой» — музыка и слова: Селеста и Дэниел Пембертон             |                                        |
| Лучшая песня                          | • Speak Now — «Одна ночь в Майами» — музыка и слова: Сэм Эшворт и Лесли Одом-мл.                        |                                        |
| Лучшая песня                          | • Tigress & Tweed — «Соединённые Штаты против Билли Холидей» — музыка и слова: Андра Дей и Рафаэл Садик |                                        |
| Лучший анимационный фильм             | • Душа / Soul                                                                                           |                                        |
| Лучший анимационный фильм             | • Семейка Крудс 2: Новоселье / The Croods: A New Age                                                    |                                        |
| Лучший анимационный фильм             | • Вперёд / Onward                                                                                       |                                        |
| Лучший анимационный фильм             | • Путешествие на Луну / Over the Moon                                                                   |                                        |
| Лучший анимационный фильм             | • Легенда о волках / Wolfwalkers                                                                        |                                        |
| Лучший фильм на иностранном языке     | • • Минари / Minari (США)                                                                               |                                        |
| Лучший фильм на иностранном языке     | • Ещё по одной / Druk (Дания)                                                                           |                                        |
| Лучший фильм на иностранном языке     | / • Ла Йорона / La Llorona (Гватемала, Франция)                                                         |                                        |
| Лучший фильм на иностранном языке     | • Вся жизнь впереди / La vita davanti a sé (Италия)                                                     |                                        |
| Лучший фильм на иностранном языке     | / • Ты и я / Deux (Франция, США)                                                                        |                                        |

### Телевизионные категории
Количество наград/номинаций:
- 4/6: «Корона»
- 2/5: «Шиттс Крик»
- 2/2: «Ход королевы»
- 1/2: «Голос перемен», «Тед Лассо»
- 1/1: «Я знаю, что это правда»
- 0/4: «Озарк», «Отыграть назад»
- 0/3: «Великая», «Рэтчед»
- 0/2: «Эмили в Париже», «Правило Коми», «Бортпроводница», «Нормальные люди», «Неортодоксальная»

| Категории                                                               | Лауреаты и номинанты                                                         | Лауреаты и номинанты |
| ----------------------------------------------------------------------- | ---------------------------------------------------------------------------- | -------------------- |
| Лучший телевизионный сериал (драма)                                     | • Корона / The Crown                                                         |                      |
| Лучший телевизионный сериал (драма)                                     | • Страна Лавкрафта / Lovecraft Country                                       |                      |
| Лучший телевизионный сериал (драма)                                     | • Мандалорец / The Mandalorian                                               |                      |
| Лучший телевизионный сериал (драма)                                     | • Озарк / Ozark                                                              |                      |
| Лучший телевизионный сериал (драма)                                     | • Рэтчед / Ratched                                                           |                      |
| Лучший телевизионный сериал (комедия или мюзикл)                        | • Шиттс Крик / Schitt’s Creek                                                |                      |
| Лучший телевизионный сериал (комедия или мюзикл)                        | • Эмили в Париже / Emily in Paris                                            |                      |
| Лучший телевизионный сериал (комедия или мюзикл)                        | • Бортпроводница / The Flight Attendant                                      |                      |
| Лучший телевизионный сериал (комедия или мюзикл)                        | • Великая / The Great                                                        |                      |
| Лучший телевизионный сериал (комедия или мюзикл)                        | • Тед Лассо / Ted Lasso                                                      |                      |
| Лучший мини-сериал или телефильм                                        | • Ход королевы / The Queen’s Gambit                                          |                      |
| Лучший мини-сериал или телефильм                                        | • Нормальные люди / Normal People                                            |                      |
| Лучший мини-сериал или телефильм                                        | • Голос перемен / Small Axe                                                  |                      |
| Лучший мини-сериал или телефильм                                        | • Отыграть назад / The Undoing                                               |                      |
| Лучший мини-сериал или телефильм                                        | • Неортодоксальная / Unorthodox                                              |                      |
| Лучший актёр в драматическом телесериале                                | • Джош О’Коннор — «Корона» (за роль принца Чарльза)                          |                      |
| Лучший актёр в драматическом телесериале                                | • Джейсон Бейтман — «Озарк» (за роль Мартина «Марти» Бирда)                  |                      |
| Лучший актёр в драматическом телесериале                                | • Боб Оденкёрк — «Лучше звоните Солу» (за роль Сола Гудмана)                 |                      |
| Лучший актёр в драматическом телесериале                                | • Аль Пачино — «Охотники» (за роль Майера Оффермана)                         |                      |
| Лучший актёр в драматическом телесериале                                | • Мэттью Риз — «Перри Мейсон» (за роль Перри Мейсона)                        |                      |
| Лучшая актриса в драматическом телесериале                              | • Эмма Коррин — «Корона» (за роль Дианы Спенсер)                             |                      |
| Лучшая актриса в драматическом телесериале                              | • Оливия Колман — «Корона» (за роль королевы Елизаветы II)                   |                      |
| Лучшая актриса в драматическом телесериале                              | • Джоди Комер — «Убивая Еву» (за роль Вилланель)                             |                      |
| Лучшая актриса в драматическом телесериале                              | • Лора Линни — «Озарк» (за роль Венди Бирд)                                  |                      |
| Лучшая актриса в драматическом телесериале                              | • Сара Полсон — «Рэтчед» (за роль сестры Рэтчед)                             |                      |
| Лучший актёр в комедийном телесериале, или мюзикле                      | • Джейсон Судейкис — «Тед Лассо» (за роль Теда Лассо)                        |                      |
| Лучший актёр в комедийном телесериале, или мюзикле                      | • Дон Чидл — «Чёрный понедельник» (за роль Мориса Монро)                     |                      |
| Лучший актёр в комедийном телесериале, или мюзикле                      | • Николас Холт — «Великая» (за роль Петра III)                               |                      |
| Лучший актёр в комедийном телесериале, или мюзикле                      | • Юджин Леви — «Шиттс Крик» (за роль Джонни Роуза)                           |                      |
| Лучший актёр в комедийном телесериале, или мюзикле                      | • Рами Юссеф — «Рами» (за роль Рами Хассана)                                 |                      |
| Лучшая актриса в комедийном телесериале, или мюзикле                    | • Кэтрин О’Хара — «Шиттс Крик» (за роль Мойры Роуз)                          |                      |
| Лучшая актриса в комедийном телесериале, или мюзикле                    | • Лили Коллинз — «Эмили в Париже» (за роль Эмили Купер)                      |                      |
| Лучшая актриса в комедийном телесериале, или мюзикле                    | • Кейли Куоко — «Бортпроводница» (за роль Кэсси Боуден)                      |                      |
| Лучшая актриса в комедийном телесериале, или мюзикле                    | • Эль Фэннинг — «Великая» (за роль Екатерины II)                             |                      |
| Лучшая актриса в комедийном телесериале, или мюзикле                    | • Джейн Леви — «Необыкновенный плейлист Зои» (за роль Зои Кларк)             |                      |
| Лучший актёр в мини-сериале или телефильме                              | • Марк Руффало — «Я знаю, что это правда» (за роли Доминика и Томаса Бёрдси) |                      |
| Лучший актёр в мини-сериале или телефильме                              | • Брайан Крэнстон — «Ваша честь» (за роль Майкла Десиато)                    |                      |
| Лучший актёр в мини-сериале или телефильме                              | • Джефф Дэниелс — «Правило Коми» (за роль Джеймс Коми)                       |                      |
| Лучший актёр в мини-сериале или телефильме                              | • Хью Грант — «Отыграть назад» (за роль Джонатана Фрейзера)                  |                      |
| Лучший актёр в мини-сериале или телефильме                              | • Итан Хоук — «Птица доброго Господа» (за роль Джона Брауна)                 |                      |
| Лучшая актриса в мини-сериале или телефильме                            | • Аня Тейлор-Джой — «Ход королевы» (за роль Бет Хармон)                      |                      |
| Лучшая актриса в мини-сериале или телефильме                            | • Кейт Бланшетт — «Миссис Америка» (за роль Филлис Шлэфли)                   |                      |
| Лучшая актриса в мини-сериале или телефильме                            | • Дейзи Эдгар-Джонс — «Нормальные люди» (за роль Марианны Шеридан)           |                      |
| Лучшая актриса в мини-сериале или телефильме                            | • Шира Хаас — «Неортодоксальная» (за роль Эстер «Эсти» Шапиро)               |                      |
| Лучшая актриса в мини-сериале или телефильме                            | • Николь Кидман — «Отыграть назад» (за роль Грейс Фрейзер)                   |                      |
| Лучший актёр второго плана в телесериале, мини-сериале или телефильме   | • Джон Бойега — «Голос перемен» (за роль Лероя Логана)                       |                      |
| Лучший актёр второго плана в телесериале, мини-сериале или телефильме   | • Брендан Глисон — «Правило Коми» (за роль Дональда Трампа)                  |                      |
| Лучший актёр второго плана в телесериале, мини-сериале или телефильме   | • Дэн Леви — «Шиттс Крик» (за роль Дэвида Роуза)                             |                      |
| Лучший актёр второго плана в телесериале, мини-сериале или телефильме   | • Джим Парсонс — «Голливуд» (за роль Генри Уилсона)                          |                      |
| Лучший актёр второго плана в телесериале, мини-сериале или телефильме   | • Дональд Сазерленд — «Отыграть назад» (за роль Франклина Райнхардта)        |                      |
| Лучшая актриса второго плана в телесериале, мини-сериале или телефильме | • Джиллиан Андерсон — «Корона» (за роль Маргарет Тэтчер)                     |                      |
| Лучшая актриса второго плана в телесериале, мини-сериале или телефильме | • Хелена Бонэм Картер — «Корона» (за роль принцессы Маргарет)                |                      |
| Лучшая актриса второго плана в телесериале, мини-сериале или телефильме | • Джулия Гарнер — «Озарк» (за роль Рут Лэнгмор)                              |                      |
| Лучшая актриса второго плана в телесериале, мини-сериале или телефильме | • Энни Мерфи — «Шиттс Крик» (за роль Алексис Роуз)                           |                      |
| Лучшая актриса второго плана в телесериале, мини-сериале или телефильме | • Синтия Никсон — «Рэтчед» (за роль Гвендолин Бриггс)                        |                      |

## Специальные награды
| Премия Сесиля Б. Де Милля (Награда за вклад в кинематограф)         |  | • Джейн Фонда                                                                        |
| Премия имени Кэрол Бёрнетт (награда за вклад в области телевидения) |  | • Норман Лир                                                                         |
| Посол «Золотого глобуса» 2021 (Символический титул)                 |  | • Джексон и Сэтчел Ли (англ.) — (дети режиссера Спайка Ли и продюсера Тони Льюис Ли) |